# Kaynaşlı

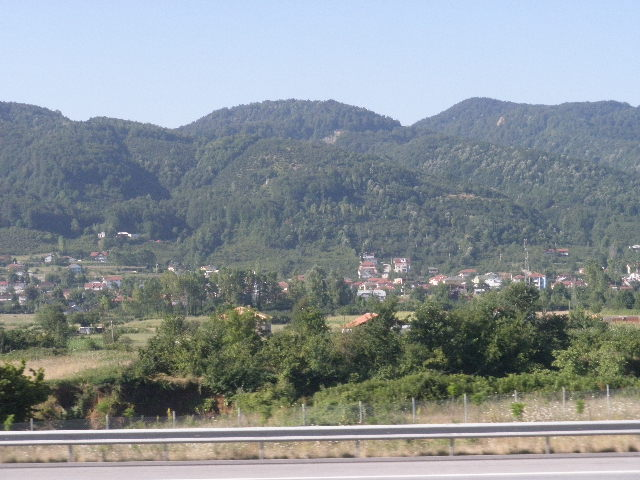
Darıyeri Bakacak

Kaynaşlı ist eine Stadt und ein Landkreis der türkischen Provinz Düzce. Der Ort liegt etwa 15 Kilometer südöstlich der Provinzhauptstadt Düzce und beherbergt über 48 Prozent der Landkreisbevölkerung.
Der Landkreis liegt im Südosten der Provinz. Er grenzt im Westen an den zentralen Landkreis, im Nordosten an Yığılca und im Süden an die Provinz Bolu. Die Stadt und den Landkreis durchquert von Westen nach Osten die Fernstraße D100, die von Edirne über Istanbul kommend nach Erzurum und zur iranischen Grenze führt. Parallel dazu verläuft etwas weiter nördlich die Europastraße 80, die einen ähnlichen Verlauf nimmt. Im Osten überqueren beide den Berg Bolu Dağı, die D-100 über den 945 Meter hohen Pass Boludağı Geçidi mit zahlreichen Viadukten.
Der Landkreis wurde 1999 gegründet und umfasst neben dem Verwaltungssitz (Merkez) noch 20 Dörfer (Köy) mit durchschnittlich 534 Einwohnern. Zwei Dörfer haben mehr als 1000 Einwohner: Diese sind Üçköprü mit 2315 und Darıyeri Hasanbey  mit 1921 Einwohnern.
Ende 2020 lag Kaynaşlı mit 20.545 Einwohnern auf dem 3. Platz der bevölkerungsreichsten Landkreise in der Provinz Düzce. Die Bevölkerungsdichte liegt mit 87 Einwohnern je Quadratkilometer unter dem Provinzdurchschnitt (159 Einwohner je km²) und ist die zweitniedrigste innerhalb der Provinz. 